# Iorwerth Drwyndwn

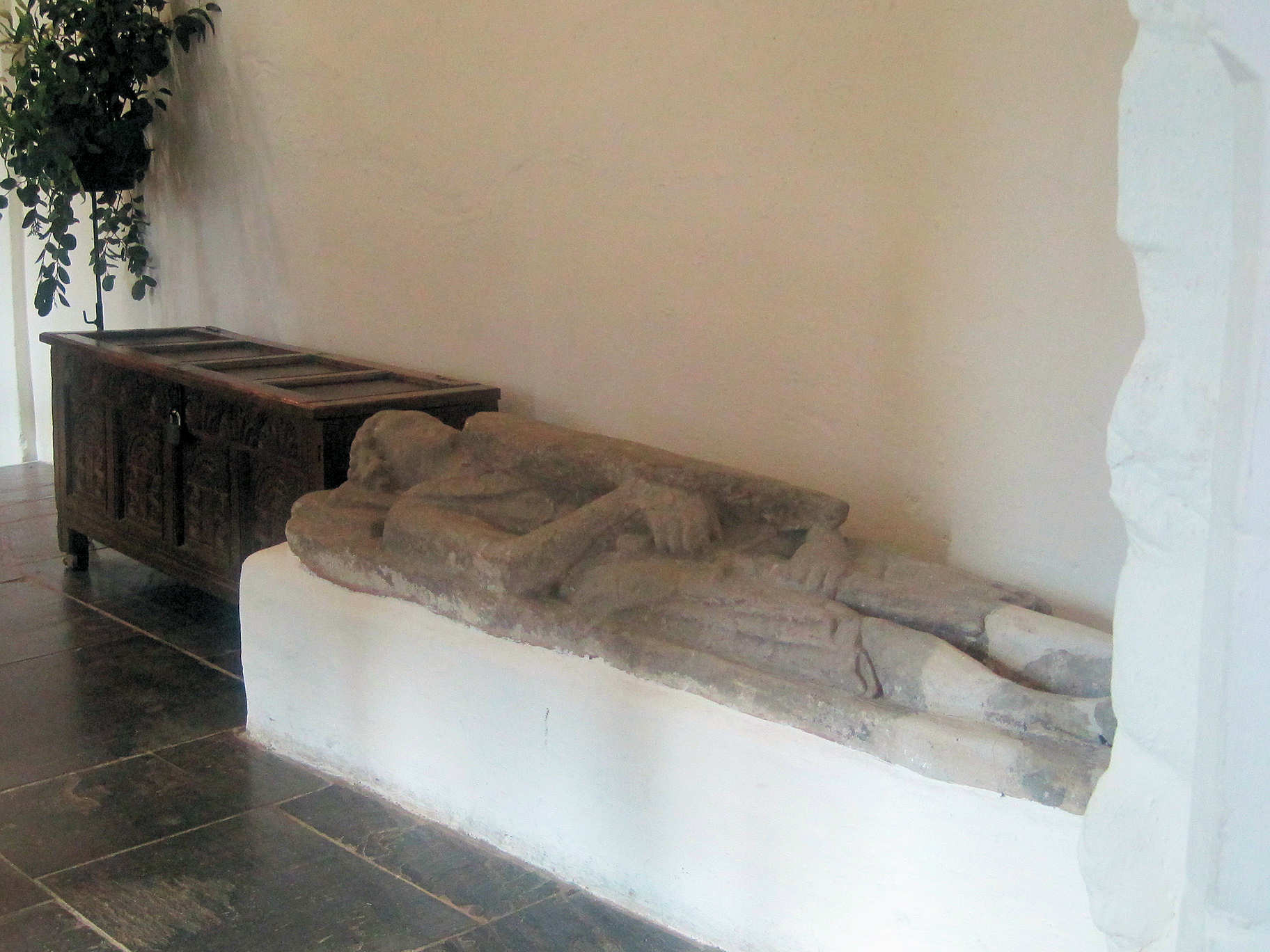
Grab von Iorwerth Drwyndwn in der Kirche von Pennant Melangell in Nordwales

Iorwerth Drwyndwn (walisisch Flachnase; eigentlich Iorwerth ab Owain; † um 1174) war ein Fürst des walisischen Königreichs Gwynedd. Er war der Vater von Llywelyn ab Iorwerth.
Iorwerth war der älteste Sohn von Owain Gwynedd und seiner ersten Frau Gwladus, einer Tochter von Llywarch ap Trahern von Arwystli. Vermutlich war er wegen einer körperlichen Beeinträchtigung von der Thronfolge ausgeschlossen. Nach dem Tod seines Vaters erbte er die Herrschaft über Arfon und Nanconwy. Zur Sicherung seiner Herrschaft errichtete er im Tal des Afon Lledr, einem Nebenfluss des Conwy, die kleine Burg Tomen Castell. Schon bald begannen jedoch zwischen den Brüdern und Halbbrüdern heftige Kämpfe um die Vormacht in Gwynedd. Die genauen Umstände von Iorwerths Tod sind nicht bekannt, vermutlich starb er, als sein Halbbruder Dafydd um 1173 die Macht in Nord-Gwynedd ergriff. Vermutlich wurde er in der Kirche von Pennant Melangell in Powys begraben.
Er war mit Marared, einer Tochter von Madog ap Maredudd von Powys verheiratet. Sein Sohn Llywelyn ab Iorwerth wurde um 1173 geboren. Seine Frau konnte mit ihrem Sohn vermutlich zu ihrer Familie nach Powys flüchten.